# مزرعه، جبراییل
مزرعه ( ترکی آذربایجانی: Məzrə) یک منطقهٔ مسکونی در جمهوری آرتساخ است که در استان هادروت واقع شده‌است.